# Wetro

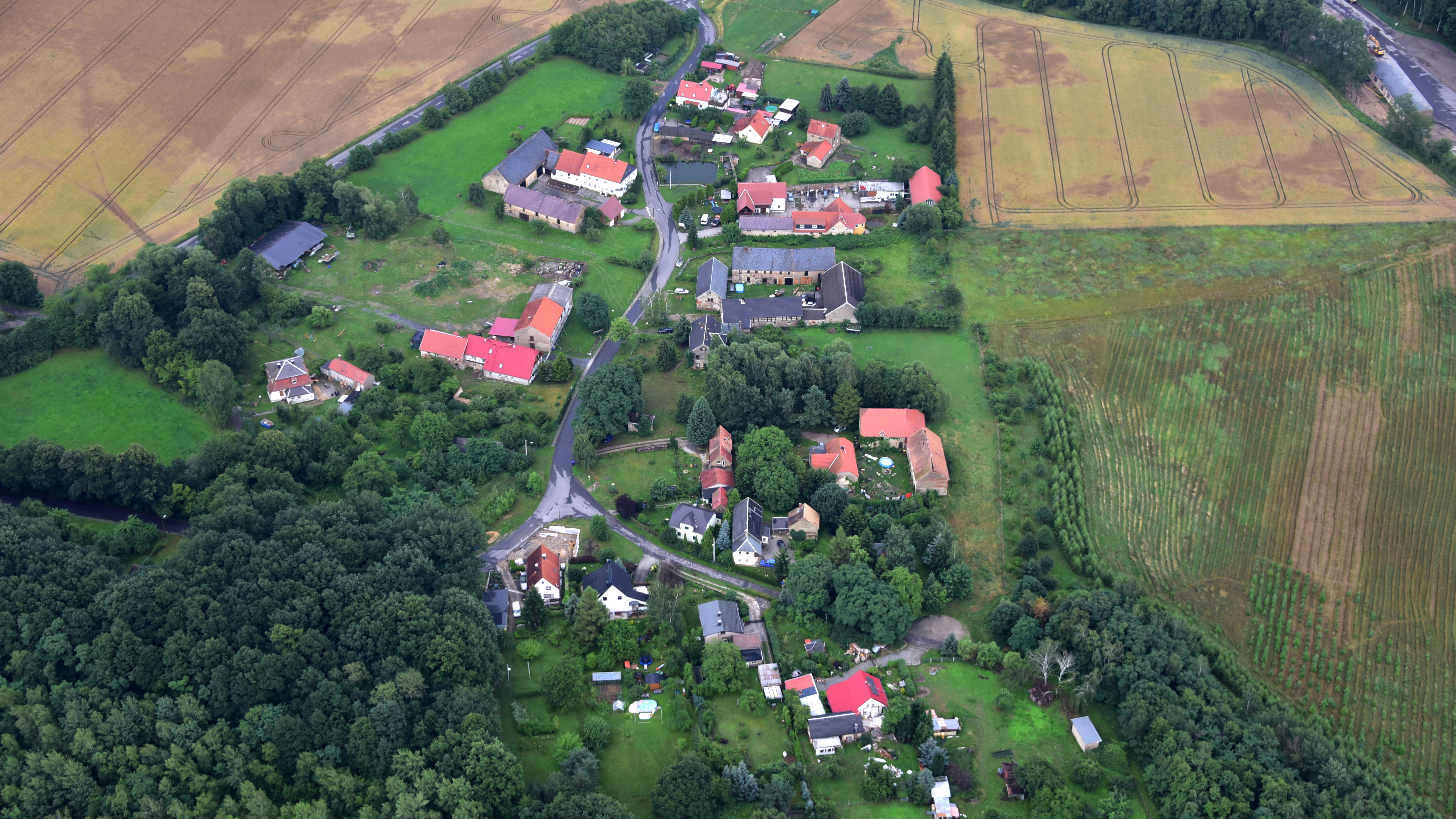
Wetro-Dorf, Luftaufnahme (2017)

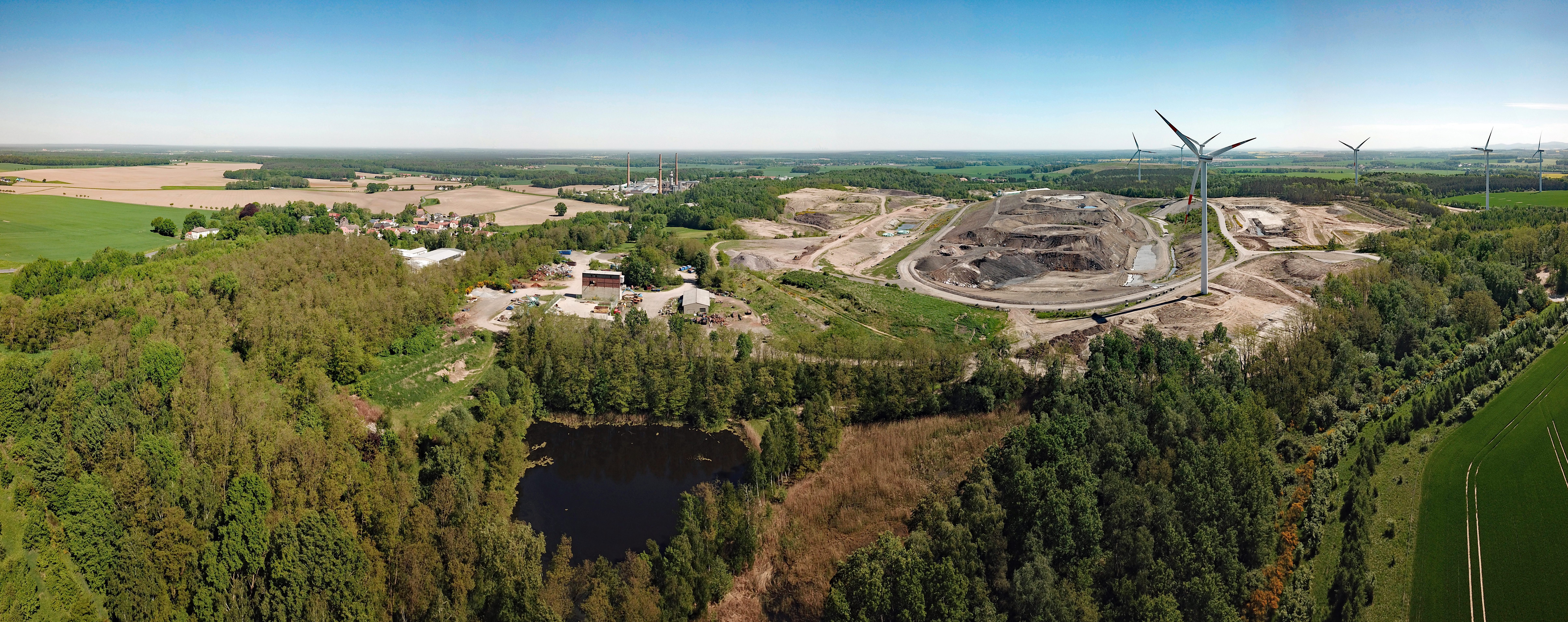
Luftbildpanorama mit Feuerfestwerken, ehemaliger Tongrube und Industrieabfall-Deponie

Wetro, obersorbisch Wětrowⓘ, ist ein Ort im Zentrum des Landkreises Bautzen in Ostsachsen und gehört seit 1936 zur Gemeinde Puschwitz. Der Ort zählt zum offiziellen sorbischen Siedlungsgebiet in der Oberlausitz.

## Geografie
Der Ort befindet sich etwa 13 Kilometer nordwestlich der Großen Kreisstadt Bautzen zwischen den Orten Puschwitz und Neschwitz und besteht aus dem alten Dorf Wetro und der Siedlung Wetro, die im 20. Jahrhundert angelegt wurde. Die beiden Ortsteile sind durch einen bewaldeten Hügel getrennt. Das alte Platzdorf Wetro liegt am Osthang des Hügels zwischen 180 und 195 Metern ü. NN. Direkt südlich schließt sich die Deponie Wetro an. Sie stellt mit über 210 Metern die höchste Erhebung der Gegend dar. Die Siedlung Wetro befindet sich dagegen auf einem relativ flachen Areal auf 173 m nördlich des alten Dorfes. Sie besteht aus neun (ehemals elf) Wohnblöcken, dem Kulturhaus und den Fabrikanlagen der Feuerfestwerke.
Die Nachbarorte sind Neschwitz im Nordosten, Uebigau im Osten und Puschwitz im Westen.

## Geschichte
Das Dorf Wetro wurde erstmals 1374 in einer Urkunde des Klosters St. Marienstern als Wytrow erwähnt und zählte bis ins 19. Jahrhundert zu dessen Grundbesitz. Der Name stammt vom sorbischen Wort wětr für „Wind“ und bezieht sich auf die Lage am windreichen Osthang.
Bis zum 1. April 1936 war Wetro eine eigenständige Landgemeinde, diese wurde dann nach Puschwitz eingemeindet.
1940 wurde in einer Sandgrube bei Wetro eine Flasche mit insgesamt 1433 Münzen aus dem 12. Jahrhundert geborgen.

### Industriegeschichte

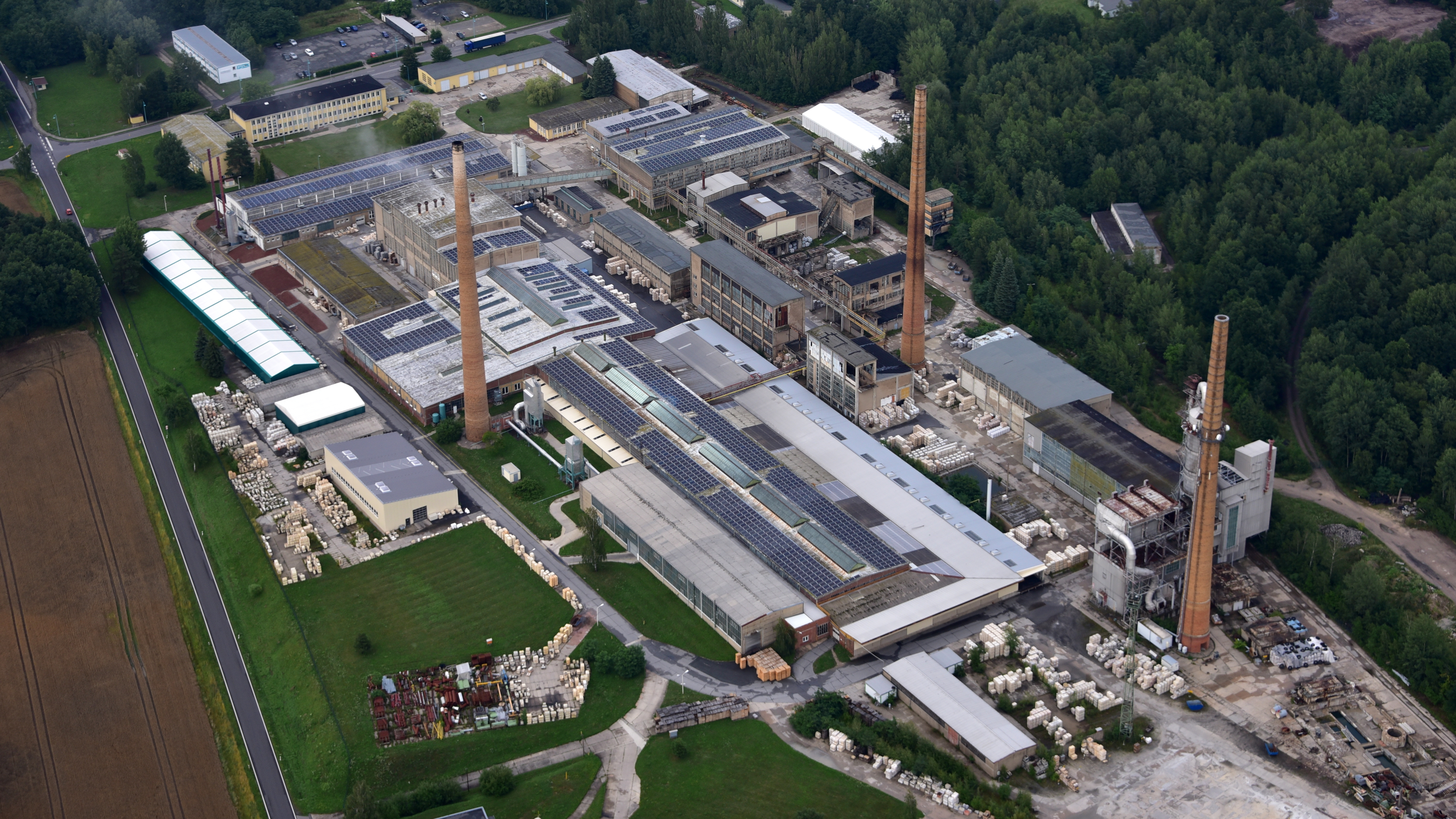
Feuerfestwerke Wetro, Luftaufnahme (2017)

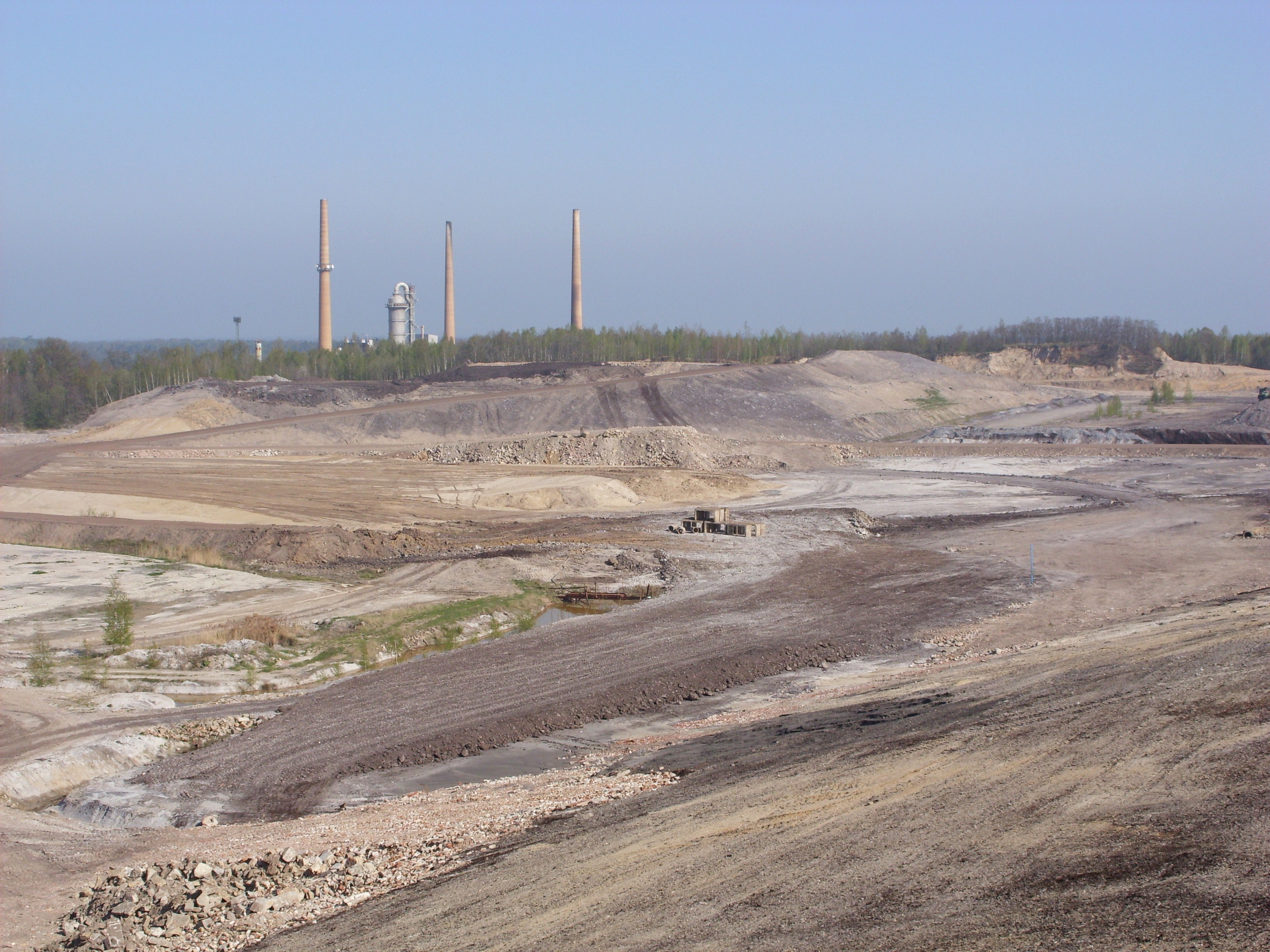
Der Wetroer Tagebau

Bereits im 18. Jahrhundert gab es zwischen Wetro, Puschwitz und Guhra mehrere Ton- und Lehmgruben. Ab 1817 wurde dann auch Braunkohle in Schächten gefördert. Während sich aus der Kohleförderung das Braunkohlenwerk Puschwitz entwickelte, gingen aus den Tongruben die Feuerfestwerke in Wetro hervor. Schon bald war die Kohle nur noch Nebenprodukt der Tonförderung. 1898 wurde die Schamottewarenfabrik gegründet.
In den 1950er Jahren wurde im Zuge des industriellen Aufbaus nach dem Zweiten Weltkrieg an der Stelle der historischen Ziegelei Wetro die Feuerfestwerke Wetro, die Wohnsiedlung für 89 Familien und ein neues Kulturhaus errichtet. Zwischen 1959 und 1963 schließlich wurde das Schamottewerk zu einem der größten der DDR erweitert. Der VEB Feuerfestwerke hatte zwischenzeitlich 2100 Beschäftigte, davon etwa 700 in Wetro selbst. 1968 wurde die Wohnsiedlung erweitert.

## Bevölkerung
Bis ins 20. Jahrhundert hinein war Wetro ein kleines sorbisches Bauerndorf mit weniger als 100 Einwohnern. Für seine Statistik über die sorbische Bevölkerung in der Oberlausitz ermittelte Arnošt Muka in den achtziger Jahren des 19. Jahrhunderts eine Bevölkerungszahl von 93 Einwohnern; davon waren 91 Sorben (98 %) und zwei Deutsche.
Die Bevölkerungsstruktur und damit auch die sprachlichen Verhältnisse änderten sich mit dem Wachstum der Wetroer Industriebetriebe, vor allem nach dem Zweiten Weltkrieg. Bis 1965 verfünffachte Wetro seine Einwohnerzahl und wurde zum mit Abstand größten Ortsteil der Gemeinde Puschwitz mit etwa 45 % der Gesamteinwohnerzahl.
Nach dem Zusammenbruch der DDR wurden auch im Feuerfestwerk Wetro zahlreiche Arbeitsplätze abgebaut. Damit wurde die Siedlung zu einem der am schnellsten schrumpfenden Orte des Landkreises. Die Abwanderung brachte enorme Probleme für die Gemeinde Puschwitz mit sich, die heute zu den am stärksten verschuldeten der Region gehört. Wetro hat nunmehr noch knapp 300 Einwohner. Im Jahr 2009 begann man mit dem Rückbau einiger leerstehender Wohnblocks.

### Religion

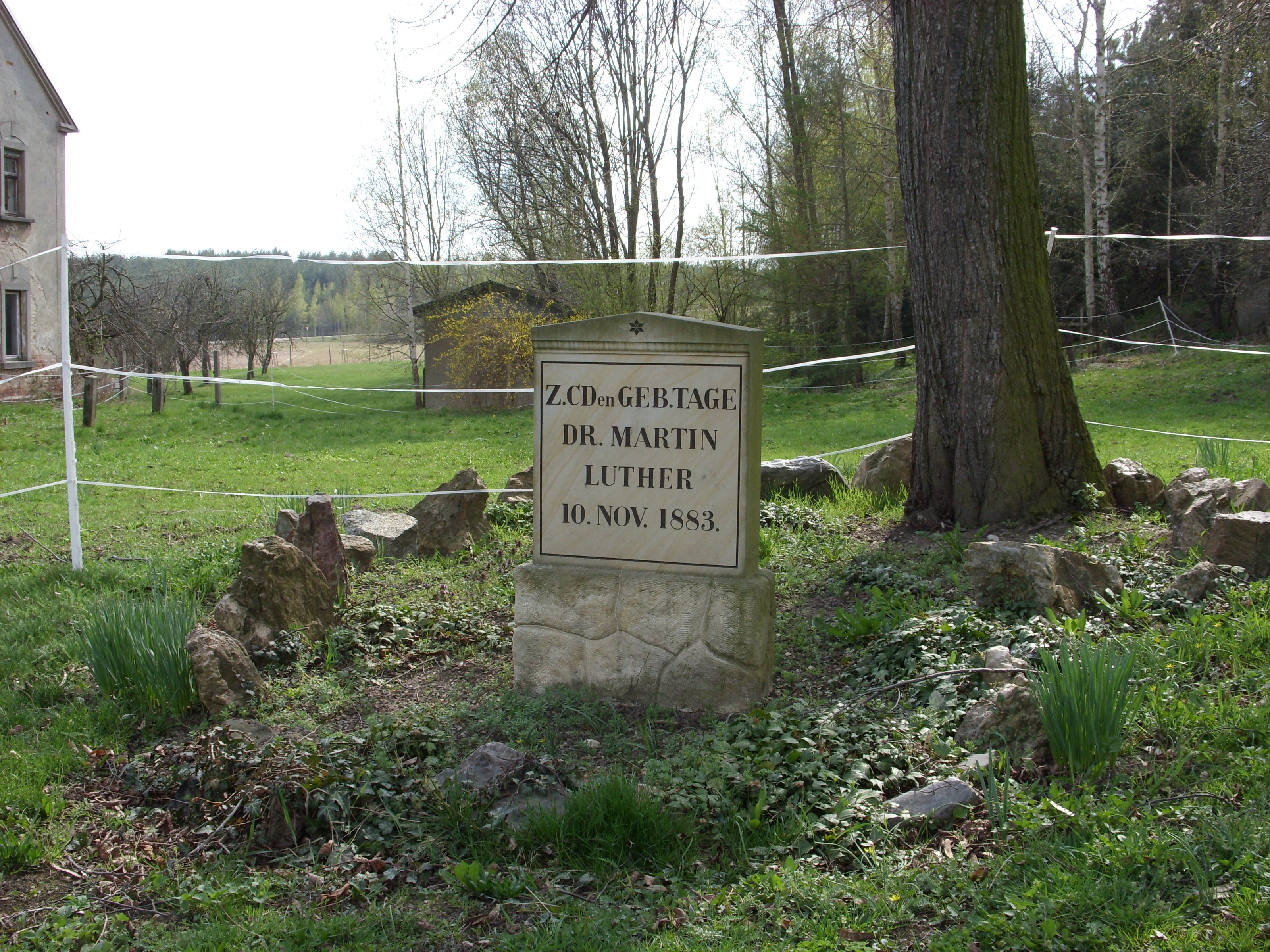
Lutherstein in Wetro

Die Mehrheit der gläubigen Bewohner ist traditionell evangelisch-lutherisch. Der Ort ist seit dem 16. Jahrhundert nach Neschwitz gepfarrt.

## Wirtschaft und Infrastruktur
Die Feuerfestwerke Wetro, ihr Tagebau und die angeschlossene Industrieabfalldeponie sind trotz der Entlassungen in den 1990er Jahren bei weitem der bedeutendste Wirtschaftsfaktor für Wetro, die Gemeinde Puschwitz und die Umgebung. Sie gehören heute zur Firmengruppe Preiss-Daimler. Ein weiterer industrieller Arbeitgeber ist das Schmelztiegelwerk Mammut-Wetro. Die Deponie Wetro ist die einzige Sachsens der Klasse III (Gefährliche Abfälle).
Im ehemaligen Wetroer Kulturhaus war bis Anfang der 2010er Jahre das No Name (früher FUN Center), eine regional bekannte Diskothek, untergebracht.
Wetro ist über die Staatsstraße 98 (Crostwitz-Neschwitz) an die nahegelegene Bundesstraße 96 und die Autobahnanschlussstelle Bautzen-West (A 4) angebunden. Für die Deponie besteht eine gut ausgebaute Verbindung zur S 100 und der Anschlussstelle Salzenforst.

## Mit Wetro verbundene Persönlichkeiten
- Paula Lauenstein (1898–1980), Malerin und Zeichnerin der Neuen Sachlichkeit